# Пангерманизм в Австрии

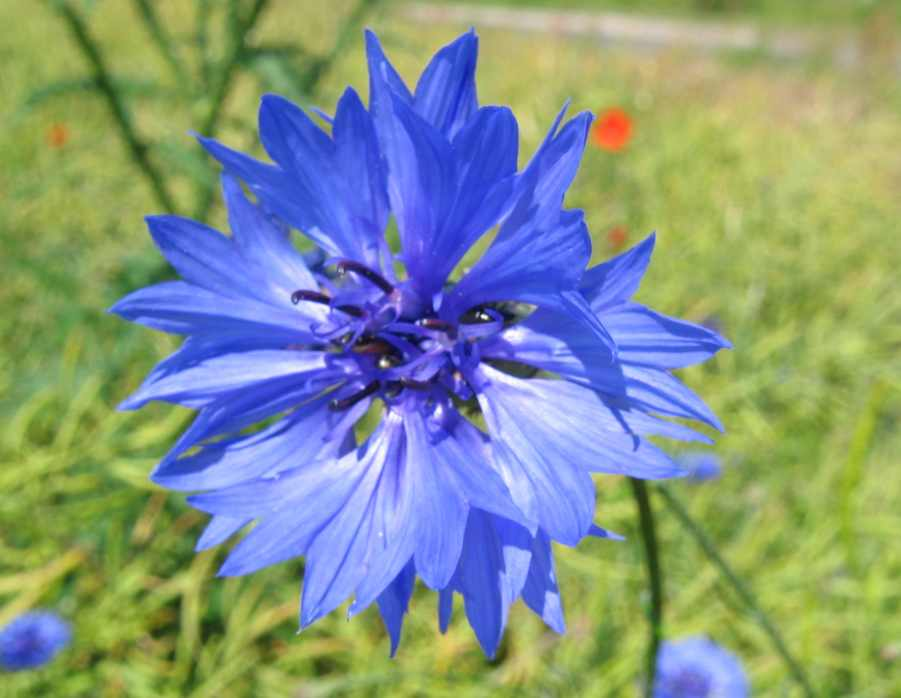
Синий василёк, символ пангерманского движения в Австрии

Немецкий национализм в Австрии (также некорректно называемый Пангерманизмом) (нем. Deutschnationalismus) — это ирредентистская политическая идеология, возникшая в XIX веке как националистическое движение среди немецкого населения Австро-Венгерской империи.
На протяжении австрийской истории, от Австрийской империи к Австро-Венгрии, Первой и Второй австрийских республик, несколько политических партий и групп выражали общенациональные националистические настроения. Немецкие национальные партии называются Третьим рейхом австрийской политики. Австрийская партия свободы имеет националистические корни. После Второй мировой войны как немецкий национализм, так и идея политического союза с Германией были дискредитированы их ассоциацией с Гитлеризмом и ростом новой гражданской австрийской национальной идентичности.

## В имперский период
В контексте растущего этнического национализма в течение XIX века на территориях многонациональной Австрийской империи Немецкое национальное движение (нем. Deutschnationale Bewegung) стремилось к созданию Германии вместе с осуществлением антисемитской политики, в попытке закрепить немецкую этническую идентичность. Начиная с революций 1848 г., много этнических групп под имперским правлением, включая сербов, чехов, итальянцев, хорватов, словенцев и поляков, среди другого требовали политического, экономического и культурного равенства. Традиционно немецкоязычное население Империи пользовалось социальными привилегиями, которые предоставили императрица Мария Терезия и её сын Иосиф II.

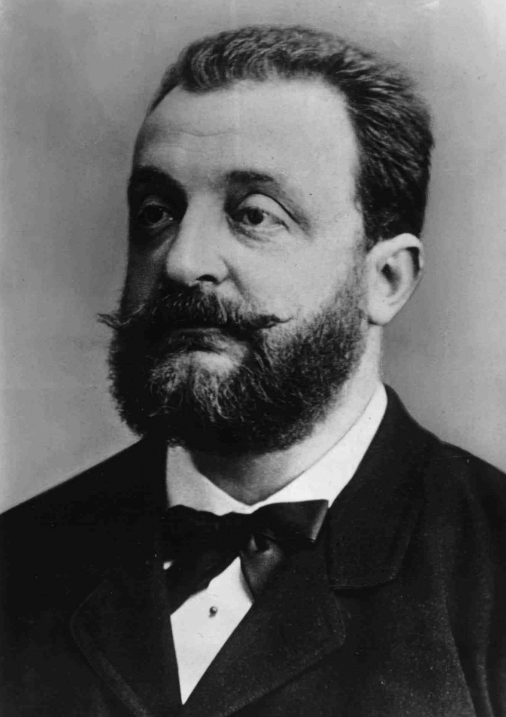
Георг фон Шоннер, пангерманист

После австрийского поражения в битве при Садове 1866 г. и объединением, что тогда было известно под названием Германский вопрос под руководством Пруссии в 1871 году, немецкие австрийцы в Австро-Венгерской империи чувствовали, что они были ошибочно исключены из немецкого национального государства. Конфликт между немцами и чехами был особенно напряжённым в 1879 году, когда министр-президент Эдард Тааффе не включил немецко-либеральную партию в правительство Цислейтании. Эта партия считалась главным представителем немецкого среднего класса. Немецкое национальное движение продолжало обвинять партию в том, что она не боролось за права немецкоязычных граждан в пределах империи. «Немецкая Школьная Лига» была создана в 1880 году для защиты немецкоязычных школ в части империи, где немецкоязычное население было меньшинством. Это способствовало созданию немецкоязычных школ в общинах, где государственное финансирование было использовано для негражданских школ.
Консорциум немецких националистических групп и интеллигенции опубликовал программу Линца в 1882 году, которая требовала признания немецкого преимущества в империи вместе с полной германизацией империи. Этот манифест был подписан радикальным немецким националистом Георгом фон Шоннером, популистом, прокатоликом Карлом Люгером и еврейским социал-демократом Виктором Адлером в Вене. Разные подписанты манифеста Линца идеологически раскололись после того, как Шоннер пересмотрел его, добавив «Арийский параграф» в 1885 году.
Шоннер основал «Немецко-национальную ассоциацию» (нем. Deutschnationaler Verein), а позже, в 1891 году, «немецкое общество». Он требовал присоединения всех немецких территорий Австро-Венгрии к Германской империи под руководством Пруссии и отказался от любой формы австрийской национальной идентичности. Его немецкий национализм был особенно популярным среди хорошо образованной интеллигенции: профессоров, преподавателей гимназических школ и студентов. Школьные администрации пытались противодействовать этим настроениям, поощряя гражданское достоинство, а также культ личности вокруг императора, но эти усилия были в основном были неудачными. Бургомистр Вены Карл Люгер даже пытался уволить всех «Шоннеров» из администраций городской школы, но это тоже не удалось. Студенты-националисты больше отождествлялись с Германской империей под руководством Пруссии, чем с многонациональной двойной монархией.
С 1880-х гг. пангерманское движение был фрагментировано на несколько партий. Наиболее радикальной была Немецкая рабочая партия, сформированная в 1903 году, которая позже превратилась в австрийское крыло национал-социалистической партии. Другие пангерманские партии, которые оспаривали выборы в течение первого десятилетия XX века, включали Немецкую народную партию и Немецкую радикальную партию.

## Распад Австро-Венгрии (1918—1919)
После окончания Первой мировой войны, когда произошел распад Австро-Венгерской империи, немецкоязычные части бывшей империи создали новую республику под названием  Republik Deutschösterreich — Немецкая Австрия. Республика была провозглашена по принципу самоопределения, который был закреплен в четырнадцати пунктах американского президента Вудро Вильсона. 11 ноября было созвано временное национальное собрание, в котором была провозглашена республика Немецкая Австрия. Ассамблея составила конституцию, которая заявила, что «Немецкая Австрия является демократической республикой» (статья 1) и «Немецкая Австрия является составной частью Германии» (статья 2). Эта фраза означала создание Веймарской республики на бывших землях Германской империи и имела целью объединить австрийских немцев с германскими немцами, в одно немецкое государство. Плебисциты, прошедшие в Тироле и Зальцбурге, определили настроения 98 % и 99 % населения соответственно в пользу объединения с Германией. Однако Антанта выступила против такого объединения, а Немецкая Австрия была в значительной степени бессильна противостоять войскам Италии, Чехословакии и Королевства сербов, хорватов и словенцев.
10 сентября 1919 года канцлер Карл Реннер подписал Сен-Жерменский мирный договор 1919 года, который был ратифицирован Национальным Собранием 21 октября. Согласно его положениям, название республики было изменено с «Немецкая Австрия» на «Австрия» и любые попытки объединения страны с Германией были запрещены. Статья 88 договора, которую иногда называют «Запрет воссоединения», говорит, что «независимость Австрии является неотъемлемой иначе, чем с согласия Совета Лиги Наций». Кроме того, в Версальском договоре, который устанавливал мир с Германией, также был пункт о запрете на объединение немецкого народа. С учетом этих изменений началась эпоха Первой Австрийской Республики (1919—1938).

## Период Первой республики и австрофашистского периода (1919—1938)

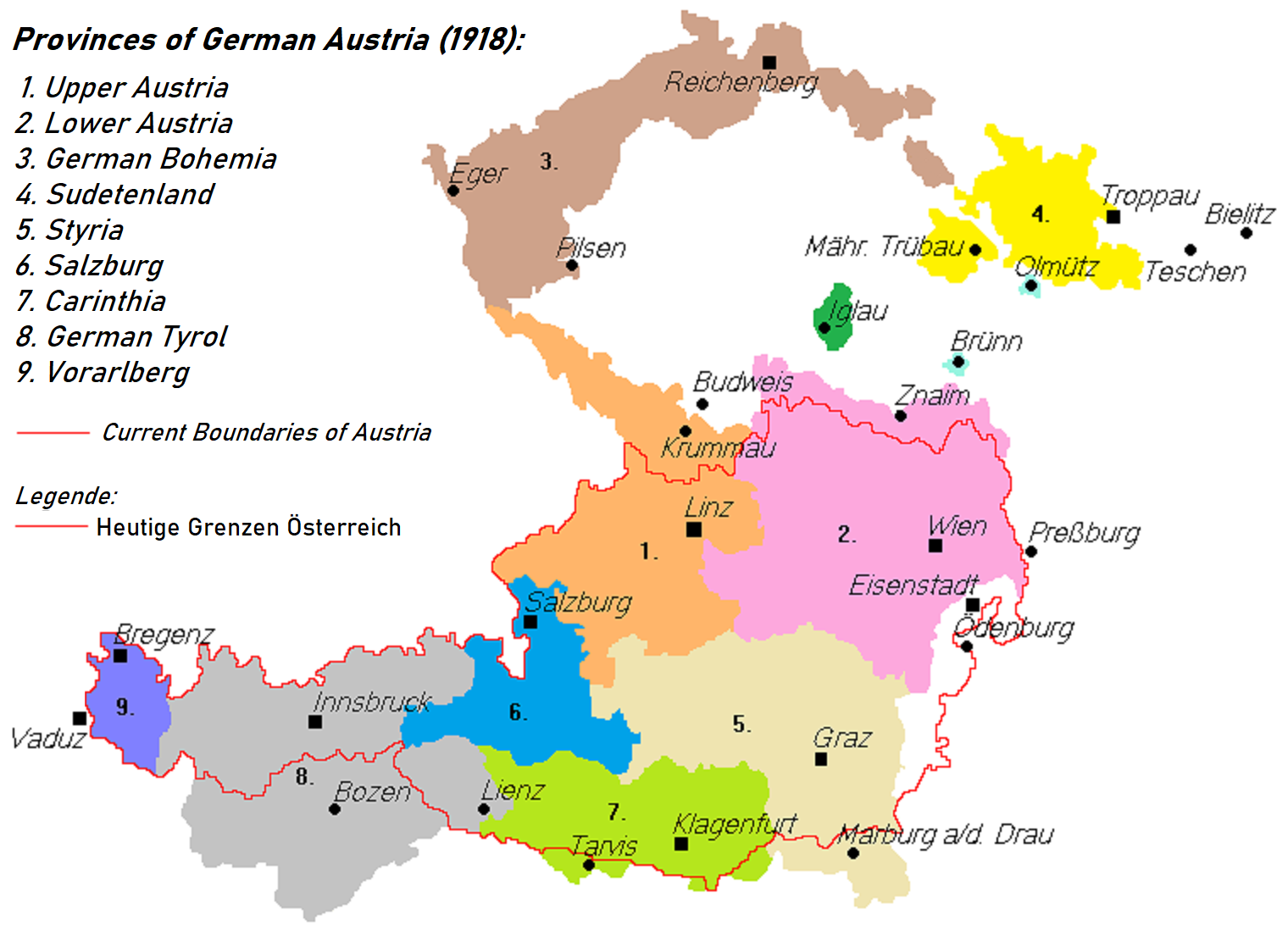
Области Немецкой Австрии

Во время Первой Австрийской республики немецкие националисты представляли Большую немецкую народную партию (нем. Großdeutsche Volkspartei) и аграрную Сельскую федерацию (нем. Landbund).
Хотя сначала, эти две партии были влиятельными, вскоре они потеряли большинство своих избирателей в пользу христианской социальной партии и социал-демократической партии. Христианские социалисты и социал-демократы признали, что унификация между Австрией и Германией запрещена Сен-Жерменским договором.
Одной из особенностей первой республики было то, что те, кто поддерживал концепцию демократической республики со следующего периода Немецкой Австрии, такие как социал-демократы, не считали себя «австрийцами», а вместо того были немецкими националистами. Те, кто поддерживал австрийскую национальную идентичность были консервативными и преимущественно недемократическими в убеждениях: бывшие имперские чиновники, армейские офицеры, священники, аристократы и политики аффилированные с христианской социальной партией. По словам историка Алана Тейлора (нем. Alan J. P. Taylor), «демократы» не были «австрийцами», «австрийцы» не были «демократами». Эти две группы, немецкие националистические демократы и австрийские националистические консерваторы, боролись в течение первого десятилетия Первой республики. В конце концов, австрийская националистическая фракция свергла демократическую республику в 1934 году и установила режим, австрофашизма под защитой фашистской Италии.
Адольф Гитлер, диктатор нацистской Германии, родился в Австрии и распространял в Австрии немецкие националистические взгляды.
Идея аншлюса, т.е. воссоединения была одной из основных идей австрийской ветви национал-социалистической партии. Нацизм можно рассматривать как происхождение от радикальных ветвей всенемецкого движения. В 1933 году национал-социалисты и Большая немецкая народная партия образовали совместную рабочую группу и впоследствии слились. Немецкие националисты вступили в противостояние с австрофашистским режимом канцлера Энгельберта Дольфуса, австрийским диктатором. Они продолжали это противостояние и с его преемником Куртом Шушнигом. Австрофашизм был решительно поддержан Бенито Муссолини, лидером фашистской Италии.

После воссоединения Гитлер отметил личное примечание:
Я, как фюрер и канцлер, буду счастливо ходить по родной земле, которая является моим домом как свободный гражданин Германии
После аншлюса, историческая цель немецких националистов, которые поддерживали союз между Австрией и Германией, была достигнута. После этого немецкие националисты Австрии влились в национал-социалистическую партию.

## Во время Второй республики (с 1945 года)
После окончания Второй мировой войны, когда Австрия была восстановлена как независимое государство, немецкое националистическое движение было дискредитировано из-за своих связей с бывшим национал-социалистическим режимом. Доминирующими партиями новой республики были христианская консервативная Австрийская народная партия и Социалистическая партия Австрии. Обе способствовали австрийской независимости и считали идею «единой Германии» анахронизмом. Все бывшие члены нацистской партии были отстранены от политической деятельности в двух крупнейших партиях.
В 1950-х и 1960-х годах немецкое национальное движение было представленное Австрийской партией свободы и его ассоциированными организациями, было очень активным в высших учебных заведениях, где студенческое братство помогало распространять немецкие национальные и либеральные взгляды. С 1967 по 1988 действовала немецкая Национал-демократическая партия Норберта Бургера.
В 1987 г. лишь шесть процентов граждан Австрии назвали себя «немцами», в то время как большинство австрийских немцев назвались «австрийцами».
Традиционные идеи единой Германии были заменены австрийской концепцией. Это можно охарактеризовать как «объединение традиционного немецкого национализма с австрийским патриотизмом».